# Крейги, Стивен
Сти́вен Кре́йги (англ. Stephen Craigie, род. 19 июня 1990 года) — английский профессиональный игрок в снукер.
Крейги — один из самых перспективных молодых игроков. Став профессионалом в 2008, в сезоне 2008/09 получил место в мэйн-туре. На сезон 2009/10 у него было 79-е место в рейтинге.
Он начал играть в снукер в возрасте шести лет и уже через два года сделал свой первый сенчури-брейк. 
 В 12 лет Крейги выступал за сборную Англии на международном турнире U-14, где стал победителем. В 2008 стал чемпионом Европы в возрасте до 19 лет.
У Стивена есть младший брат — Сэм, 1993 года рождения. Он также играет в снукер и весьма успешно. У Сэма масса достижений на юниорском уровне: в частности, он является самым молодым победителем Junior Premier tour — ему было всего 14 лет.